# Tunnel of love (attraction)
Pour les articles homonymes, voir Tunnel of Love.

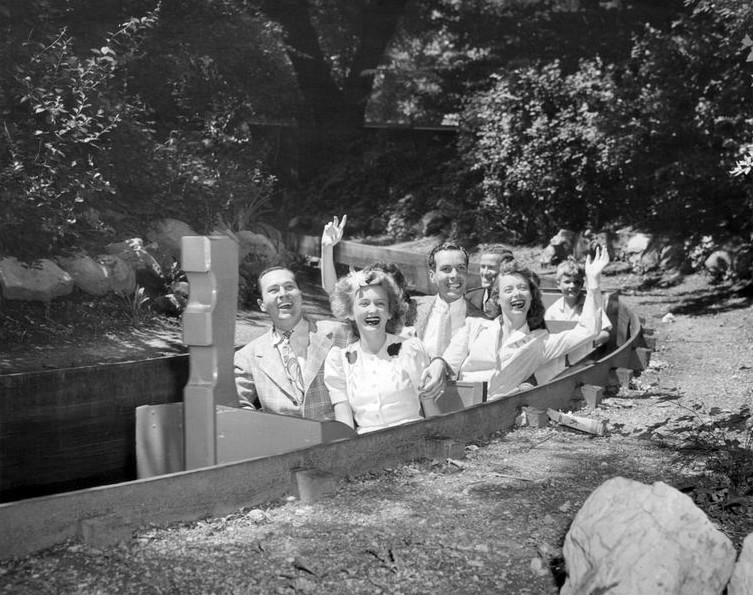
Mill on the Floss à Riverview Park, à Chicago en 1942.

Le Tunnel of Love (tunnel de l'amour) est un type d'attraction de la famille des barques scéniques. Dans le canal, l'eau est mise en mouvement grâce à des pompes hydrauliques. Les embarcations sont portées et entraînées par ce mouvement.
Les passagers prenaient place dans des bateaux pour deux ou dans des barques plus grandes, mais où l'on pouvait n'être qu'à deux par banc. Les Tunnels of Love avaient deux thèmes majeurs ; le premier développe le côté romantique de l'attraction et propose une balade tranquille. Le second utilise le thème de l'horreur comme les trains fantômes ou les maisons hantées, dans le but d'effrayer les passagers. Dans les deux cas, l'obscurité du parcours offrait une certaine intimité et était propice à se rapprocher. Dans le premier cas par l'ambiance romantique et dans l'autre cas par le rapprochement causé par la peur suscité par les éléments du décor. Les scènes effrayantes offraient une excuse socialement acceptable pour le contact physique à une époque où l'affection du public ou même le fait de se tenir la main était considéré comme inapproprié.
Avec l'évolution des mœurs, ce type d'attraction est devenu désuet et moins populaire. Certains modèles ont été redécorés pour devenir des attractions pour enfants, alors que d'autres ont été détruits.

## Dans la culture populaire
Dans le film de 1928 La foule, une scène se passe dans un Tunnel of Love. Le film L'Inconnu du Nord-Express d'Alfred Hitchcock (1951) présente un Tunnel of Love qui devient le théâtre d'un meurtre.
Le Tunnel of Love était régulièrement utilise dans des scènes amusantes des séries télévisées Hanna-Barbera, telles que Les Pierrafeu, Les Jetson et Scooby-Doo entre autres. Le Tunnel of Love a également été utilisé dans les dessins animés de Disney, principalement dans Donald et son double où Donald Duck jaloux parcours l'attraction a pied pour retrouver Daisy Duck accompagnée de son rival.
En 1980, Dire Straits a sorti un single intitulé Tunnel of Love de leur album Making Movies. Bruce Springsteen a enregistré un album intitulé Tunnel of Love en 1987 et une chanson du même nom. 
En 1990, un épisode de la série télévisée 21 Jump Street s'appelait Tunnel of Love.
Un Tunnel of Love se voit dans un épisode de Hey Arnold! en 1996 ainsi que dans un épisode des Simpsons appelé L'Amour à la springfieldienne et dans un épisode d'American Dad! appelé May the Best Stan Win.
Dans le roman graphique Batman: Dark Knight, une histoire publiée en 1986 met en scène le Joker et Batman se battant dans un Tunnel of Love.
Dans la série musicale Schmigadoon! (2021) l'intrigue prend place dans une fête foraine équipée d'un Tunnel of Love.